# 時計と魔法のビスケット
「時計と魔法のビスケット」（とけいとまほうの-）は、清水愛の7作目のシングル。2010年7月22日にMellow Headからリリースされた。

## 解説
- 前作から、約10ヶ月ぶりとなる楽曲で、2種類のPVを収めたDVDが同梱されている。
- ニコニコ動画などでVOCALOIDを用いた作品を発表し、人気を博しているsasakure.UKが作詞・作曲を担当。
- カップリング曲『*ハロー、プラネット。』は、sasakure.UKのカバーである（原曲はCD『ボーカロイドは終末鳥の夢を見るか?』に収録）。
- ディスクジャケットでは、表題通り清水がビスケットを持っている

## 収録曲
1. 時計と魔法のビスケット [5:30]
作詞・作曲・編曲：sasakure.UK
2. *ハロー、プラネット。 [5:02]
作詞・作曲・編曲：sasakure.UK
3. 時計と魔法のビスケット（off vocal）
4. ハロー、プラネット。（off vocal）

### DVD
1. 時計と魔法のビスケット （Music Clip -Dot CG Ver.）
2. 時計と魔法のビスケット （Music Clip)